# Tant qu'il y aura...
Albums de Dave
Dave
(1975) Dave
(1977)
Tant qu'il y aura... est le troisième album studio de Dave paru en 1976. Il est édité chez CBS. 

## Liste des titres
| A1.   | Hurlevent                            | 4:14 |
| A2.   | Ton départ                           | 2:59 |
| A3.   | Trans amour express                  | 3:10 |
| A4.   | Heureux tant mieux                   | 3:02 |
| A5.   | Derrière un sourire                  | 3:30 |
| A6.   | Tant qu'il y aura...                 | 3:16 |
| B1.   | Je t'offre cette chanson             | 2:42 |
| B2.   | Ouragan                              | 2:37 |
| B3.   | La Cigarette (nouvelle version)      | 2:11 |
| B4.   | Et demain                            | 2:56 |
| B5.   | La Décision                          | 3:26 |
| B6.   | Dansez maintenant (nouvelle version) | 2:55 |
| 36:58 |                                      |      |

## Classements
| Classements (1976) | Meilleure position |
| ------------------ | ------------------ |
| France             | 1                  |

## Précisions
Un seul 45 tours sera extrait de cet album :
- Hurlevent / Tant qu'il y aura...

La Cigarette est une nouvelle version du 45 tours paru en 1968.
Dansez maintenant un nouvel arrangement de la chanson parue sur l'album précédent.